# Jan Chryzostom Pasek

Escudo de armas de los Pasek

Jan Chryzostom Pasek (Węgrzynowice, 1636-Niedzieliszki, 1 de agosto de 1701) fue un noble (szlachcic) y escritor de la República de las Dos Naciones. Conocido por sus memorias (Pamiętniki), que son una fuente histórica valiosa sobre la cultura barroca sármata y los acontecimientos en la República de las Dos Naciones.

## Biografía
Nació en 1636 en Węgrzynowice, cerca de Rawa Mazowiecka, en una familia de la baja nobleza (szlachta). Frecuentó la escuela de los jesuitas. Se alistó en el ejército a los diecinueve años y durante once años fue soldado de la República. Luchó en las campañas bajo el mando del hetman Stefan Czarniecki contra Suecia, en la campaña de Dinamarca, participó en la guerra y las negociaciones con Moscú (fue miembro de la misión diplomática); también luchó en la rokosz de Jerzy Sebastian Lubomirski y contra el Imperio Otomano. En 1667 se casó y se estableció en su propiedad en Małopolska. Debido a los procesos recibidos por sus constantes excesos y conflictos con sus vecinos acabó por ser sentenciado al exilio, pero la sentencia nunca fue cumplida.
Casi a finales de su vida (alrededor de 1690-1695) escribió un diario autobiográfico, una copia del cual fue encontrada en el siglo XVIII e impresa en 1821, lo que hizo de Pasek una personalidad célebre. En sus memorias, describe con un lenguaje vívido el curso cotidiano de la vida de los szlachcic, tanto en tiempo de guerra como de paz, con valiosísimas escenas de batallas. Relata las guerras suecas y moscovitas del siglo XVII, los catastróficos últimos años del reinado del rey João II Casimir (1648-1668), el incompetente gobierno del rey Michał Korybut Wiśniowiecki (1669-1673) y concluye su narrativa con el espléndido reinado de Jan III Sobieski (1674-1696). En la primera parte del diario (1656 - 1666), Pasek describe la vida militar, mostrando las motivaciones básicas de los soldados, como la curiosidad, el deseo de fama y riqueza y el desprecio por las enseñanzas religiosas. Al describir la vida en tiempo de paz (1667 - 1688), él no ve ningún problema con relación a los actos de servidumbre y opresión de la clase social campesina. Representando la antigua cultura de los sármatas, ve la clase social de la szlachta como la única representante de la República de las Dos Naciones.
Pasek falleció el 1 de agosto de 1701 en Niedzieliszki.